# Jussy (Aisne)
Jussy é uma comuna francesa na região administrativa de Altos da França, no departamento de Aisne. Estende-se por uma área de 13,37 km². Em 2010 a comuna tinha 1 274 habitantes (densidade: 95,3 hab./km²).